# Рахманов, Игорь Борисович
И́горь Бори́сович Рахма́нов (укр. Ігор Борисович Рахманов; 27 сентября 1984, Ташкент — 5 апреля 2022, Катериновка) — украинский военнослужащий, старший сержант, участник российско-украинской войны. Герой Украины (23 августа 2024, посмертно).

## Биография
С 1990 года в Украине. Учился в Яворовской общеобразовательной средней школе № 3 имени Т. Г. Шевченко. Окончил Новояворовский профессиональный лицей (по специальности — повар).
После прохождения срочной службы подписал контракт, согласно которому проходил службу в 24-й отдельной механизированной бригаде до 2010 года.
В 2014 году добровольно отправился на фронт. После ранения снова участвовал в боевых действиях, но в составе 24 ОМБр. Погиб 5 апреля 2022 года возле села Катериновка в Луганской области.
Остались сын.
Похоронен в Яворове.

## Награды
- Звание «Герой Украины» с удостоением ордена «Золотая Звезда» (23 августа 2024, посмертно) — за личное мужество и героизм, проявленные в защите государственного суверенитета и территориальной целостности Украины, верность военной присяге[1].
- Орден «За мужество» III степени (22 мая 2022, посмертно) — за личное мужество и самоотверженные действия, проявленные в защите государственного суверенитета и территориальной целостности Украины, верность военной присяге[2].
- Знак отличия Президента Украины «За участие в Антитеррористической операции».